# Liliana Tanguy

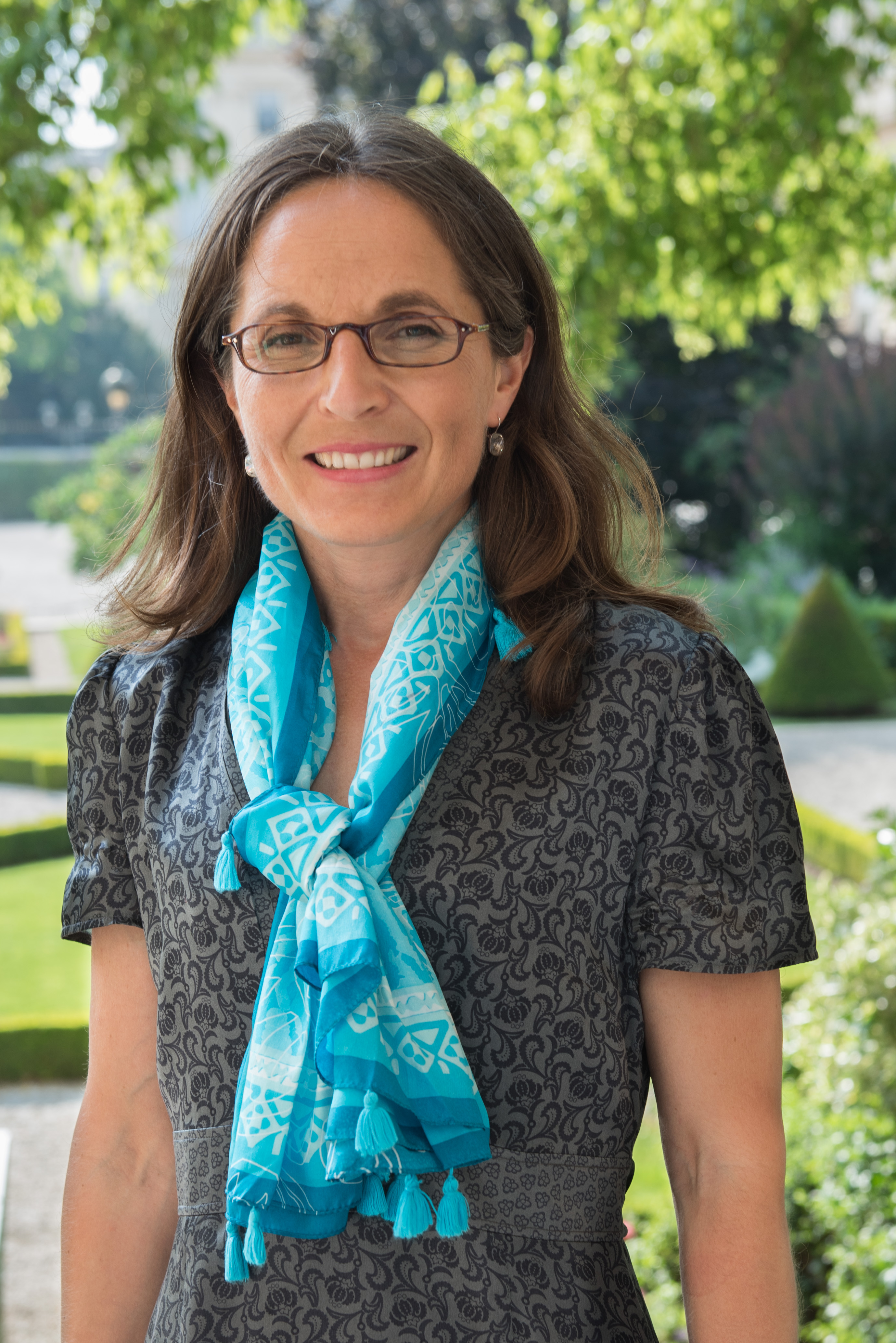
Liliana Tanguy

Liliana Tanguy (geboren am 12. März 1967 in Pančevo, Banat, Jugoslawien, heute: Serbien) ist eine französische Politikerin. Sie ist Mitglied der Partei Renaissance und vertritt den siebten Wahlkreis des Départements Finistère seit 2017 in der französischen Nationalversammlung.

## Kindheit, Jugend, Ausbildung
Tanguy, die am 12. März 1967 in Pančevo im ehemaligen Jugoslawien geboren ist, hat einen mazedonischen Vater und eine kroatische Mutter, die mit ihr nach Frankreich auswanderten.
Tanguy studierte Wirtschaftswissenschaften (Paris I) und Politikwissenschaften (Science Po Paris), insbesondere Sowjet- und Osteuropastudien, und erwarb einen Master II im Fach Internationale Beziehungen von Paris-Dauphine.

## Politische Laufbahn

### Kommunalpolitik
Tanguy wurde auf Platz 8 der Liste Verschiedene Linke (LDVG) von Jacques Beaufils in den Gemeinderat der Gemeinde Combrit (Finistère) gewählt.
Sie wurde auch in die Vertretung der Communauté de Communes du Pays Bigouden Sud gewählt.
Im April 2016 trat sie der Bewegung En Marche bei und gründete das lokale Parteikomitee im Pays Bigouden-Cap-Sizun.

### In der Nationalversammlung
Liliana Tanguy wurde am 18. Juni 2017 zur Abgeordneten des Départements Finistère gewählt. Sie gewann die zweite Runde der Parlamentswahlen im 7. Wahlkreis des Départements mit 62,95 % der Stimmen als Kandidatin von La République en marche gegen Didier Guillon, der Kandidaten der Les Républicains.
Im Laufe des Jahres 2020 trat sie der Strömung En Commun bei und wurde damit Teil der sozial-ökologischen Strömung der Präsidentenmehrheit.
Bei den Parlamentswahlen 2022 wurde sie nach dem zweiten Wahlgang am 19. Juni 2022 auf der Liste Ensemble wiedergewählt. Sie erhielt 52,25 % und schlug die NUPES-Kandidatin Yolande Bouin.